# Bennington (hrabstwo Hillsborough)
Bennington – jednostka osadnicza w Stanach Zjednoczonych, w stanie New Hampshire, w hrabstwie Hillsborough.